# 戸井康成のラジオな話
『康成戸井のラジオな話』（やすなりといのラジオなはなし）はメディアスエフエム制作のラジオ番組。

## 概要
愛知県東海市のコミュニティ放送局であるメディアスエフエムで2013年4月6日より放送開始。その約半年後の同年10月2日よりミュージックバードを通じての全国放送を開始したが、2021年3月31日に終了している。
ラジオ構成作家兼マルチタレントの戸井康成と、アシスタントの佐藤綺乃によるトークバラエティ番組である。
放送終了後、土曜23:00から、罰ゲームの写真と放送音声（著作権があるのでBGM、曲、ジングルを除く）が、公式ブログで更新される。
メール・ハガキの採用は戸井が決めている。かつてはリスナーの協力の下、「知多娘」のミニポーチと戸井のシールをセットにしたものが、放送で投稿が紹介されたリスナー1名にプレゼントされていた。のちに賞品は週替わりとなり、毎週ブログで発表される。

### ミュージックバードでの全国放送終了
前述の通り、番組開始から約半年後の2013年10月2日よりミュージックバード「コミュニティ発　全国放送ゾーン」木曜1:00 - 1:59の枠で放送を開始。ミュージックバードを通じて日本各地のコミュニティ放送局で聴取できた。
2021年3月31日の放送エンディングで、7年半にわたるミュージックバードでの放送を終了することを発表した。当該回のエンディングでは戸井と田嶌が全国のリスナーに対し感謝のメッセージ等を述べた。
これにより「コミュニティ発　全国放送ゾーン」枠での東海地方のコミュニティFM局によるネット番組の放送が一旦終了した。

## パーソナリティ
- 戸井康成
- 佐藤綺乃 - 2代目アシスタント。「知多娘。」リーダー。大府市PRキャラクター「大府・W・桃花」役。2023年4月より出演。

過去の出演者
- 田嶌あさこ - 初代アシスタント（2013年4月-2023年3月）。「めるへん声優」を名乗る。なお田嶌は東京在住であるため、リモートで収録に参加していた。

## 放送時間
- メディアスエフエム
  - 土曜 22:00 - 22:59（再放送：日曜 22:00 - 22:59）

## コーナー
- 分かるわぁゼミナール

「ついつい分かる」というリスナーからの、お便りを読むコーナー。最後に戸井が一言でまとめて感想を言う。
- NGしりとり（しりとり予想図3）

リスナーから「お題」と「NGワード」（言ったら即負けの単語）を送ってもらい、それを元に「お題」を発表して、どのような「お題」かを当てる連想対決コーナー。
「NGワード」を言わずに、先に「お題」の名前を答えたら勝利となる。敗者はアプリ（SNOW）や物を使った、恥ずかしい写真がブログに更新される。
- 戸井印クイズ ヒントでフォー

リスナーから「正解となるモノに対しての4つのヒントと正解」を送って来てもらい、「天の声のヒント（スタッフが考えたヒント）」を元に、4つのワードから1枚ずつ正解となるワードを、じゃんけんで勝った者から答えていき、正解をより早く当てた者にポイントが加算される。負ければ罰ゲームとして放送終了後にアプリ等を使った恥ずかしい写真が番組ブログで公開される（NGワードが無い）。
- バー康成（やすなり）

毎週、テーマに合う曲名の言葉を発表して、その言葉に合う曲をリスナーから募集。選ばれた曲はオンエアで放送する。
- メルヘン戦隊ご臨終

世の中にはびこる、むかし流行ったものを、昭和っぽいリアクション、『今さらいらないなー』と思うものなど、『もういいでしょ』というものを、田嶌に葬ってもらうコーナー。
- ふつおた

オープニングとエンディングで読まれる。